# Bundesstraße 523
Pour les articles homonymes, voir Route 523.
La Bundesstraße 523 est une Bundesstraße du Land de Bade-Wurtemberg.

## Géographie
La route fédérale commence à Tuttlingen, où elle bifurque de la Bundesstraße 14 vers l'ouest. La route passe par les communes de Wurmlingen, Talheim et Tuningen, avec une connexion à la Bundesautobahn 81. Peu avant d'entrer dans Schwenningen, le premier tronçon de la B 523 se termine sur la Bundesstraße 27.
La deuxième section commence au nord de l'aérodrome de Schwenningen am Neckar dans le prolongement de la L433 à Trossingen et se dirige également vers l'ouest. Le court tronçon sert de contournement local au nord de Schwenningen. Il se termine actuellement dans la zone industrielle et commerciale Auf Herdenen sans connexion avec une autre route ou autoroute fédérale.

## Histoire
La B 523 est construite au milieu des années 1980 comme route de desserte pour la Bundesautobahn 81.

## Source
- (de) Cet article est partiellement ou en totalité issu de l’article de Wikipédia en allemand intitulé « Bundesstraße 523 » (voir la liste des auteurs).

1. ↑  (de) « Die Bundes- und Reichsstraßen in Deutschland - Nr. ab 399 » [archive du 15 octobre 2008], sur home.arcor.de (consulté le 18 juillet 2025)